# Julio Chávez
Julio Alberto Hirsch (Buenos Aires, 14 de juliol de 1956) més conegut com a Julio Chávez és un actor, autor i director de teatre argentí. És, a més, artista plàstic i mestre d'actors de teatre. Posseeix una llarga trajectòria en el teatre, com a actor tant com director. Va protagonitzar diverses pel·lícules al cinema i diverses sèries en la televisió. És guanyador de nombrosos premis, entre ells el Ós de Plata al Festival de Cinema de Berlín, el Premi Platino, tres Premis Cóndor de Plata, l'ACE d'Or, quatre Martín Fierro, el Premi Clarín Espectacles a la Figura de l'Any i el Premi Konex de Platí. A més dirigeix l'"Institut d'Entrenament Actoral" que porta el seu nom, a la ciutat de Buenos Aires.
Amb la seva obra La cabra, que va dirigir i coprotagonitzar, va guanyar cinc Premis Estrella de Mar i l'Estrella de Mar d'Or.

## Biografia
Julio Chávez va néixer en el barri de Nuñez, en Buenos Aires, en una família de classe mitjana. De nen somiava amb ser bioquímic.
Va estudiar teatre, entre d'altres, amb Agustín Alezzo, qui anys més tard ho dirigiria en l'obra de teatre que li va valer el Premi ACE d'Or: Yo soy mi propia mujer. Altres obres de teatre en les que va actuar foren El vestidor al costat de Federico Luppi, Sweeney Todd, La cabra i Red, entre d'altres.
Va participar a pel·lícules com La película del rey, Un oso rojo i El custodio; i a programes de televisió com Tratame bien (al costat de Cecilia Roth), l'aclamada sèrie El puntero i Farsantes.

## Formació artística
- 1974 - 1976 Conservatori Nacional d'Art Dramàtic
- 1976 - 1979 Actuació: Luis Agustoni
- 1978 - 1982 Actuació: Agustín Alezzo
- 1982 Coprotagonitza diversos "especials" protagonitzats per l'actriu Thelma Biral en ATC (Argentina Televisora Color, actual Canal 7 de Buenos Aires). Direcció: Carlos Gandolfo
- 1980 - 1981 Direcció: Agustín Alezzo
- 1982 - 1984 Actuació: Carlos Gandolfo
- 1981 - 1996 Actuació: Augusto Fernandes
- 1991 - Direcció: Augusto Fernandes

## Teatre

### Baal
L'any 2005 Julio Chávez va convocar a 18 actors per a conformar un elenc estable. En 2006 es va decidir denominar "Baal" a la companyia, en homenatge a la primera obra teatral escrita pel dramaturg alemany Bertolt Brecht. Des de la seva formació, Baal va estrenar al teatre El Camarín de las Musas les obres "La de Vicente López" i "Como quien mata a un perro", totes dues escrites i dirigides per Julio Chávez (la segona d'elles coescrita al costat de Camila Mansilla)
| Any       | Obra                         | Direcció                       | Notes                         |
| --------- | ---------------------------- | ------------------------------ | ----------------------------- |
| 1976      | El lazarillo de Tormes       | Luis Agustoni                  |                               |
| 1977      | El cuidador                  | Luis Agustoni                  |                               |
| 1978      | El sí de las niñas           | José María Vilches             |                               |
| 1979      | Pic-nic                      | Hugo Urquijo                   |                               |
| 1980      | Informe para una academia    | Carlos Gandolfo                |                               |
| 1980      | Homenaje                     | Carlos Gandolfo                |                               |
| 1981      | El último premio             | Marcelo Silguero               |                               |
| 1985      | En boca cerrada              | Agustín Alezzo                 |                               |
| 1988      | Fausto                       | Augusto Fernandes              |                               |
| 1989      | El Pelícano                  | David Amitín                   |                               |
| 1994      | Madera de reyes              | Augusto Fernandes              |                               |
| 1996      | La gaviota                   | Augusto Fernandes              |                               |
| 1997-1999 | El vestidor                  | Miguel Cavia                   |                               |
| 2003      | Maldita sea (la hora)        |                                | Dirección y autoría           |
| 2003      | Angelito Pena                |                                | Dirección y autoría           |
| 2004      | Rancho - Una historia aparte |                                | Dirección y autoría           |
| 2005      | Mi propio niño Dios          |                                | Dirección y autoría           |
| 2005-2006 | Ella en mi cabeza            | Oscar Martínez                 |                               |
| 2007-2008 | Yo soy mi propia mujer       | Agustín Alezzo                 |                               |
| 2007-2009 | La de Vicente López          |                                | Direcció i autoria            |
| 2008      | Como quien mata a un perro   |                                | Direcció i autoria            |
| 2009      | Angelito Pena                |                                | Direcció i autoria            |
| 2010      | Sweeney Todd                 | Ricky Pashkus i Alberto Favero |                               |
| 2012      | La cabra                     |                                | Direcció, autoria i intèrpret |
| 2014      | Red                          | Daniel Barone                  |                               |
| 2017      | Un rato con él               | Daniel Barone                  |                               |
| 2020      | Después de nosotros          | Daniel Barone                  |                               |

## Filmografia
| Any  | Títol                                  | Personatge                                                      | Director                             | Notres       |
| ---- | -------------------------------------- | --------------------------------------------------------------- | ------------------------------------ | ------------ |
| 1973 | La malavida                            |                                                                 | Hugo Fregonese                       |              |
| 1976 | No toquen a la nena                    | Willy                                                           | Juan José Jusid                      |              |
| 1977 | La nueva cigarra                       |                                                                 | Fernando Siro                        |              |
| 1978 | La parte del león                      | El Nene                                                         | Adolfo Aristarain                    |              |
| 1982 | Señora de nadie                        | Pablo Toledo                                                    | María Luisa Bemberg                  |              |
| 1986 | La película del rey                    | David Vass                                                      | Carlos Sorín                         |              |
| 1993 | Refugio en la ciudad                   |                                                                 | Gregorio Cramer                      | Curtmetratge |
| 1993 | Un muro de silencio                    | Julio / Patricio                                                | Lita Stantic                         |              |
| 1994 | El acompañante                         |                                                                 | Alejandro Maci                       | Curtmetratge |
| 1999 | El visitante                           | Pedro Marin                                                     | Javier Olivera                       |              |
| 2002 | La sombra                              |                                                                 | Nicolás Tuozzo                       | Curtmetratge |
| 2002 | Un oso rojo                            | Oso                                                             | Adrián Caetano                       |              |
| 2003 | Extraño                                | Axel                                                            | Santiago Loza                        |              |
| 2005 | El custodio                            | Rubén                                                           | Rodrigo Moreno                       |              |
| 2007 | 4 de julio: la masacre de San Patricio | Narrador                                                        | Juan Pablo Young y Pablo Zubizarreta |              |
| 2007 | El otro                                | Juan Desouza / Manuel Salazar / Emilio Branelli / Lucio Morales | Ariel Rotter                         |              |
| 2019 | Lo de Vicente López                    |                                                                 | Daniel Barone                        |              |

## Televisió
| Any       | Títol                       | Canal    | Personayhe                     | Notrs                | episodi/s    |
| --------- | --------------------------- | -------- | ------------------------------ | -------------------- | ------------ |
| 1973      | Alguien como vos            | El Trece | Julio                          | Personatge secundari | 10 episodis  |
| 1973-1974 | Alguien como usted          | El Trece | Pablo Rodríguez                | Personatge secundari | 19 episodis  |
| 1982      | Los siete pecados capitales | ATC      | Sergio                         | Recurrent            | 2 episodis   |
| 1985-1986 | Rompecabezas                | Telefe   | Ismael                         | Personatge secundari | 39 episodis  |
| 1990      | Le roi de Patagonie         | France 3 | Pikkendorf                     | Recurrent            | 4 episodis   |
| 1992-1993 | Zona de riesgo              | El Trece | Bruno                          | Personatge secundari | 63 episodis  |
| 1996      | De poeta y de loco          | El Trece | Antonio                        | Co-protagonista      | 39 episodis  |
| 1997-1998 | Archivo negro               | El Trece | Mateo                          | Protagonista         | 20 episodis  |
| 2004-2009 | Epitafios                   | HBO      | Renzo Márquez                  | Protagonista         | 26 episodis  |
| 2009      | Tratame bien                | El Trece | José Chokaklian                | Protagonista         | 37 episodis  |
| 2011      | El puntero                  | El Trece | Pablo Aldo "El Gitano" Perotti | Protagonista         | 39 episodis  |
| 2013-2014 | Farsantes                   | El Trece | Guillermo Graziani             | Protagonista         | 124 episodis |
| 2015      | Signos                      | El Trece | Antonio Cruz                   | Protagonista         | 16 episodis  |
| 2017      | El maestro                  | El Trece | Abel Prat                      | Protagonista         | 12 episodis  |
| 2018      | El host                     | FOX      | Él mismo                       | Invitado             | 1 episodi    |
| 2019      | El Tigre Verón              | El Trece | Miguel el "Tigre" Verón        | Protagonista         | 12 episodis  |

## Premis i nominacions
| Any  | Premi                                                            | Categoria                                          | Treball nominat                                       | Resultat  |
| ---- | ---------------------------------------------------------------- | -------------------------------------------------- | ----------------------------------------------------- | --------- |
| 1976 | Festival de la Corunya                                           | Millor actor                                       | No toquen a la nena                                   | Guanyador |
| 1980 | Premi Molière                                                    | Millor actor de l'any                              | Homenaje                                              | Nominat   |
| 1982 | Premis ACCA                                                      | Millor actor de repartiment                        | Señora de nadie                                       | Nominat   |
| 1982 | Festival de Panamá                                               | Millor actor de repartiment                        | Señora de nadie                                       | Guanyador |
| 1982 | Platea '82                                                       | Millor actor de repartiment                        | Señora de nadie                                       | Guanyador |
| 1986 | Platea '86                                                       | Millor actor de l'any                              | La película del rey                                   | Guanyador |
| 1987 | Coca Cola de las Artes y de las Ciencias                         | Millor actor de l'any                              | La película del rey                                   | Guanyador |
| 1997 | Premis ACE                                                       | Millor actor de drama                              | El vestidor                                           | Guanyador |
| 1997 | Premi Trinidad Guevara                                           | Millor actor protagonista                          | El vestidor                                           | Nominat   |
| 1998 | Premi María Guerrero                                             | Millor actor protagonista                          | El vestidor                                           | Nominat   |
| 1998 | Premi Ignacio López Tarso                                        | Millor actor protagonista                          | El vestidor                                           | Guanyador |
| 1998 | Premi Broadcasting                                               | Millor actor de TV                                 | Archivo negro                                         | Nominat   |
| 1998 | Premis Florencio Sánchez                                         | Millor actor protagonista                          | El vestidor                                           | Guanyador |
| 1998 | Premis Martín Fierro                                             | Millor actor de repartiment                        | Archivo negro                                         | Guanyador |
| 1999 | Premis Cóndor de Plata                                           | Millor actor protagonista                          | El visitante                                          | Nominat   |
| 2002 | Festival de Cinemama Llatinoamericà de Biarritz                  | Millor actor protagonista                          | Un oso rojo                                           | Guanyador |
| 2002 | Premis Clarín                                                    | Millor actor protagonista en cine                  | Un oso rojo                                           | Guanyador |
| 2003 | Premis Cóndor de Plata                                           | Millor actor protagonista                          | Un oso rojo                                           | Guanyador |
| 2005 | Premis Clarín                                                    | Millor actor protagonista de l'any                 | Ella en mi cabeza                                     | Nominat   |
| 2005 | Teatro del Mundo                                                 | Millor actor protagonista de l'any                 | Ella en mi cabeza                                     | Guanyador |
| 2005 | Escuela de Espectadores                                          | Millor actor protagonista de l'any                 | Ella en mi cabeza                                     | Guanyador |
| 2005 | Premis ACE                                                       | Millor actor protagonista de l'any                 | Ella en mi cabeza                                     | Nominat   |
| 2006 | Festival Internacional del Nou Cinema Llatinoamericà de l'Havana | Millor actor                                       | El custodio                                           | Guanyador |
| 2006 | Festival de Cinema del Perú                                      | Millor actor                                       | El custodio                                           | Guanyador |
| 2006 | Festival de Cinema CEARA                                         | Millor actor                                       | El custodio                                           | Guanyador |
| 2006 | Festival de Cinema de Bogotà                                     | Millor actor                                       | El custodio                                           | Guanyador |
| 2006 | Festival Internacional de Cinema de Berlín                       | Millor actor                                       | El otro                                               | Guanyador |
| 2007 | Premis Cóndor de Plata                                           | Millor actor protagonista                          | El custodio                                           | Guanyador |
| 2007 | Premis ACE                                                       | ACE de Oro                                         | Yo soy mi propia mujer La de Vicente López            | Guanyador |
| 2007 | Premis ACE                                                       | Millor director d'espectacle Off                   | La de Vicente López                                   | Guanyador |
| 2007 | Premis ACE                                                       | Actor d’unipersonal                                | Yo soy mi propia mujer                                | Guanyador |
| 2007 | Premi Sur                                                        | Millor actor                                       | El otro                                               | Guanyador |
| 2007 | Escuela de Espectadores                                          | Millor actor                                       | Yo soy mi propia mujer                                | Guanyador |
| 2007 | Premis Clarín                                                    | Millor actor de Cinema                             | El otro                                               | Guanyador |
| 2007 | Premis Clarín                                                    | Millor actor de teatro                             | Yo soy mi propia mujer                                | Guanyador |
| 2007 | Premis Clarín                                                    | Figura de l'any                                    | El otro Yo soy mi propia mujer                        | Guanyador |
| 2008 | Premis Cóndor de Plata                                           | Millor actor protagonista                          | El otro                                               | Guanyador |
| 2008 | Premis Martín Fierro                                             | Actor protagonista d'unitari i/o minisèrie         | Epitafios                                             | Nominat   |
| 2009 | Premis Clarín                                                    | Millor actor de drama                              | Tratame bien                                          | Guanyador |
| 2009 | Premis Martín Fierro                                             | Actor protagonista d'unitari i/o minisèrie         | Tratame bien Epitafios                                | Guanyador |
| 2011 | Premis Konex                                                     | Konex de Platino                                   | Ella en mi cabeza Yo soy mi propia mujer Sweeney Todd | Guanyador |
| 2011 | Premis Tato                                                      | Actor protagonista                                 | El puntero                                            | Nominat   |
| 2012 | Premis Martín Fierro                                             | Actor protagonista d'unitari i/o minisèrie         | El puntero                                            | Guanyador |
| 2013 | Premis Estrella de Mar                                           | Estrella de Mar de Oro                             | La cabra                                              | Guanyador |
| 2013 | Premis Estrella de Mar                                           | Millor actor de drama                              | La cabra                                              | Guanyador |
| 2013 | Premis Estrella de Mar                                           | Millor director                                    | La cabra                                              | Guanyador |
| 2013 | Premis Tato                                                      | Actor protagonista en drama                        | Farsantes                                             | Guanyador |
| 2013 | Premis Martín Fierro                                             | Actor protagonista de ficció diària / telenovel·la | Farsantes                                             | Guanyador |
| 2015 | Premis Tato                                                      | Actor protagonista                                 | Signos                                                | Nominat   |
| 2015 | Premis Martín Fierro                                             | Actor protagonista d'unitari i/o minisèrie         | Signos                                                | Nominat   |
| 2017 | Premis Tato                                                      | Actor protagonista — Unitario                      | El maestro                                            | Nominat   |
| 2017 | Premis Martín Fierro                                             | Actor protagonista d'unitari i/o minisèrie         | El maestro                                            | Nominat   |
| 2018 | Premis Platino                                                   | Interpretación Masculina en minisèrie o Teleserie  | El maestro                                            | Guanyador |